# Нойенбург ам Райн
Нойенбург ам Райн (на немски: Neuenburg am Rhein, до 1975 Нойенбург) е малък град в окръг Брайзгау-Хохшварцвалд в Баден-Вюртемберг, Германия с 12 081 жители (към 31 декември 2015).
Намира се на десния бряг на Стария Рейн. До Нойенбург река Клембах се влива в Рейн.
Градът е основан през 1175 г. от херцог Бертхолд IV фон Церинген. 1219 г. император Фридрих II го обявява за свободен имперски град.